# Amaseno (torrente)
L'Amaseno è un breve corso d'acqua della provincia di Frosinone, che sorge nel comune di Veroli, in località Valle Amaseno, da non confondersi con l'omonimo fiume Amaseno, non eccessivamente distante, che si svolge tra la Provincia di Frosinone e la Provincia di Latina. È a regime torrentizio, perciò in molti casi non è considerato neppure un fiume vero e proprio, benché nell'ultimo tratto la portata di magra sia solitamente costante.

## Percorso
Attraversa il comune di Veroli fino a Casamari e lambendo l'abbazia, entra nel comune di Monte San Giovanni Campano prima di unirsi al corso del fiume Liri presso Campolato, nella campagna di Arce. Aumentando notevolmente la sua consistenza grazie alle numerose sorgenti presenti nel tratto inferiore del corso, in località Boccafolle attraversa una piccola gola dove ancora oggi vive una cospicua popolazione di falchi e aironi.

## Idronimo
L'idronimo è un nome restituto, cioè un nome latino che poi era stato dimenticato nel medioevo e ripristinato in base a fonti letterarie in età moderna. Dopo l'Unità d'Italia fu recuperato e utilizzato per indicare il torrente, che le popolazioni locali prima conoscevano diversamente, a seconda del comune in cui passava, e solo in Veroli si ricordava nella forma originaria. 
L'etimologia va ricercata nella lingua osco-sabellica meridionale, fatto che proverebbe che in realtà anche la lingua volsca sia stata più vicina ai dialetti sanniti che a quelli umbri settentrionali, del resto Monte San Giovanni Campano era nel municipium volsco di Arpino. Il nome Amaseno, infatti, è frequente in tutta l'area ausone, sotto vari aspetti, dal vicino Amaseno in provincia di Latina, a numerosissimi altri in forme derivate dalla stessa radice ausern/aufern, che significherebbe palude. Di qui i toponimi di Aufidena e Ofena in Abruzzo, i fiumi Uffente, Ofanto, Ofanto a Majella, Biferno, Basento, Osento, Olivento, Alento, Sarmento, Aterno, Ufita, Advento, Aventino.